# Première réserve

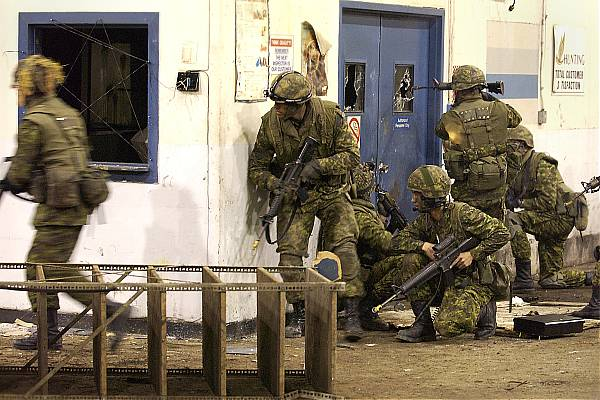
Fantassins réservistes du Calgary Highlanders à l'entraînement en milieu urbain en 2004

La Première réserve des Forces armées canadiennes est une réserve militaire du Canada. C'est la plus grande des forces de réserve canadiennes, qui sont composées, en plus de la Première réserve, de la Réserve supplémentaire, des Rangers canadiens et du Service d'administration et d'instruction des organisations de cadets. Les réservistes sont pour la plupart employés à temps partiel et peuvent se porter volontaires pour des périodes de service à temps plein ou des déploiements dans le cadre des opérations. La Première réserve comprend des soldats, des marins et des aviateurs qui sont entraînés au même niveau et interchangeables avec ceux de la Force régulière. Ils sont affectés à des fonctions et à des opérations sur une base régulière. Chaque élément de la Première réserve est administrativement et opérationnellement responsable face au commandement de son armée : la Marine royale canadienne, l'Armée canadienne ou l'Aviation royale canadienne. Le nombre de membres de la Première réserve est d'approximativement 35 000 hommes et femmes de tous les grades et de tous les services.

## Composantes

### Première réserve
La première réserve est la plus importante sous-composante de la Force de réserve. La plupart des réservistes de la première réserve occupent un emploi civil à temps plein, ou poursuivent leurs études, et se consacrent aux forces armées à temps partiel. Les quelque 28 500 réservistes sont dispersés dans la réserve de l'armée canadienne, la réserve navale et dans la réserve de l'aviation royale canadienne. La réserve de l'armée canadienne compte environ 19 000 réservistes dans 185 unités. La réserve navale comprend 4 000 réservistes dans 24 divisions. La réserve de l'aviation royale canadienne compte environ 2 000 réservistes.

### Rangers canadiens
Les Rangers canadiens assurent une présence militaire dans les régions peu peuplées du Nord, côtières et isolées. Ils appuient également le programme des Rangers juniors canadiens, un programme des Forces destiné aux jeunes de 12 à 18 ans vivant dans des collectivités éloignées et isolées. Les Rangers canadiens ont un effectif d'environ 5 000 Rangers répartis dans 190 patrouilles.

### Le Service d’administration et d’instruction des organisations de cadets (SAIOC)
Ce service supervise, administre et forme les cadets et les Rangers juniors canadiens partout au Canada. Il se compose d’officiers du Cadre des instructeurs de cadets, un groupe professionnel militaire, et de militaires d’autres groupes professionnels dont les principales responsabilités sont la supervision, l'administration et l’instruction des cadets et des rangers juniors canadiens. Cette sous-composante ne requiert pas d'effectuer d'autres tâches militaires. Le SAIOC compte environ 8 000 membres. Ils forment plus de 52 000 cadets âgés de 12 à 18 ans aux cours d'activités autorisées pendant l'année, ainsi qu'au centre d'instruction d'été des cadets.

### Réserve supplémentaire
La Réserve supplémentaire est composée de « militaires qui, selon le cas : ont déjà servi dans la Force régulière ou dans un autre sous-élément de la Réserve; n’avaient pas d’expérience militaire antérieure lorsqu’ils se sont enrôlés, mais qui possèdent des compétences ou une expertise particulières répondant à des besoins militaires ». Le sous-élément constitutif de la Réserve supplémentaire a pour but d’augmenter l’effectif de la Force régulière et les autres sous-éléments constitutifs de la Force de réserve. Cette dernière compte environ 6 700 membres.

## Types de services

### Service de classe A
Le service de classe A est l'emploi à temps partiel qui représente la majorité des réservistes des Forces armées canadiennes. La plupart des réservistes  de tout sous-composants se trouvent dans ce type de service. Il est généralement associé à un niveau d'entrainement d'un soir par semaine et une fin de semaine par mois.

### Service de classe B
Le service de classe B est un service à temps plein (plus de 12 jours consécutif) non opérationnel. Il peut s’agir, par exemple, d’un emploi comme membre du personnel d’un établissement d’instruction, d’une participation à des cours de formation (par exemple la qualification militaire de base) ou de fonctions de nature temporaire lorsqu’il n’est pas pratique d’employer des membres de la Force régulière pour ces fonctions.

### Service de classe C
Le service de classe C est le service à temps plein, dans un poste d’établissement de la Force régulière ou dans un poste surnuméraire à un établissement de la Force régulière, ou pour le service dans le cadre d’opération régulière ou de contingence approuvées, internationales ou nationales. Ce type de service doit être approuvé par le Chef d’état-major de la Défense ou en son nom.

## Annexe